# 宝玉の七勇者
『宝玉の七勇者〜THE BRAVEST OF BRAVE!!〜』（ほうぎょくのななゆうしゃ〜ザ・ブレイベスト・オブ・ブレイブ〜）はテーブルトークRPG(TRPG)『セブン＝フォートレス』のリプレイ作品。ゲームマスター（GM）兼リプレイ執筆は菊池たけし。イラストはぽぽるちゃ。
2002年にゲーム・フィールドから発売された単行本版『フォーラの森砦』書下ろし作品。2004年にエンターブレイン（ファミ通文庫）より文庫化された時にも掲載されている。

## 概要
『セブン＝フォートレス Advanced』のサプリメント『セブン＝フォートレス EX -The 8th heritage-』（以下『EX』）の紹介を目的として書き下ろされたリプレイ。砦シリーズの外伝的な作品ではあるが、時系列的には『森砦』の後日談にあたり、『森砦』で魔王「星降る夜の王エンディヴィエ」の「魂」が封じられた後に4柱の魔王が出現するも、全て倒された

という前提の下に行われており、『セブン＝フォートレス』の世界である第一世界ラース＝フェリアの正史として扱われている。
『EX』は高レベル向けセッション用拡張データ集であるとともに、今までにない様々な遊び方を可能としている拡張ルールを搭載していた。それは「世界滅亡の危機・一日体験コース」と呼ばれるもので、「三種類のパラメータ表（EXパラメータ表）を使って、ゲームを進めるのと同時に、GMとプレイヤーが協力してその場でシナリオを作成していく（つまり、セッション前のシナリオ準備が全く不要）」というものである。ただしこの遊び方はルールブックである『EX』だけではわかりにくく、リプレイで実例を見てみたいという要望の声が少なからずあり、『EX』のプレストーリーとしての役割もあった『フォーラの森砦』が単行本化される際に書き下ろしの新作として、「一日体験コース」を使ったリプレイが収録されることになった。それが「宝玉の七勇者」である。
「一日体験コース」ではシナリオ規模のレギュレーションを決定できる
のだが、本リプレイで用いられたレギュレーションは「二時間コース シナリオランク：HELL」。これは通常ならば長期のキャンペーンシナリオとして何回ものゲームプレイを重ねて語られる「世界の危機を解決する物語」を、わずか2時間で最初から最後までプレイしてしまうというものである。
「ゲームを進行させながら同時にシナリオを作成していく」というEXの独自性を高めるために、GMの菊池たけしには事前にリプレイ収録の日程やメンバーを教えておらず、セッション当日、原稿執筆中だった菊池が、プレイ開始15分前に『ゲーマーズ・フィールド』編集長のたのあきらからその事実を告げられ、動揺したという逸話がある。

。そのため、このリプレイは「500人の勇者が殺しあう」という初期設定以外にストーリープロットが全く準備されないままゲームプレイに臨んでいる。なお、この初期設定自体も、映画『バトル・ロワイアル』からネタを拾っただけであり、菊池に何かアイデアがあったわけではない。
ストーリー展開はプレイヤーとして参加した田中信二や田中天の暴走（後述の「サシャ＝アライアス」及び「アルゲル＝アルガロード」の項を参照）により大惨事そのものとなり、菊池自身も後にEXを「大惨事発生装置」と振り返っているが、「こんな無茶な展開でもEXならば可能とする」ことを読者に知らしめたということでリプレイが書き下ろされた意義は十分達成されていると言えるだろう。また、このリプレイは菊池の作風を変えるきっかけになった作品でもある。今作以降の菊池リプレイはシーン制などを利用して、1回のセッション単位での盛り上がりや起承転結が意識されるようになっていった。

## あらすじ
七紋章暦006年。ラース＝フェリアに最凶の魔王「星降る夜の王エンディヴィエ」復活の予言がもたらされた。来るべき日の破滅を防ぐために、多くの国家や英雄たちが魔王を倒せる力を求めて探索を開始していた。シェローティア地方の指導者である空導王アンブレアス＝ガェアもその1人であった。そしてある日、空導王は全世界の勇者たちに向けて声明を出した。
「今、世界は史上最悪とも言える危機に直面しようとしている! これに対抗しうるのは、真の勇者ただ一人である! （中略）…そこで。今日はみなさんに、ちょっと殺し合いをしてもらいます」
魔王を倒せるといわれる守護の剣リンドヴィル。これを使いこなすに値する「真の勇者」を輩出するためにあえて勇者同士で力試しを行わせようというのだ。世界中に散らばっている「七つの宝玉」を全て集めた勇者だけがリンドヴィルが継承できるという。宝玉を奪うためならライバルとなる他の勇者の殺害も許される。こうして、空導王の檄に応え全世界から選ばれた500人の勇者たちによる、勇者の中の勇者を決定するための「勇者バトル」が始まったのである。
フォーラの勇者ヒュウガ＝アライアスの元にも勇者バトルの知らせが書かれた手紙とシード選手待遇を意味する「空の宝玉」が送られた。しかし、エンディヴィエの魂と相打ちとなり魂を失ったヒュウガは動けるような状態ではない。危険を感じたヒュウガの妹サシャは自ら兄の代理として勇者バトルに参戦する事を決意する。

## 登場人物・用語

### プレイヤーキャラクター
プレイヤーによって操作するキャラクター。PC。名前の横にカッコで記述されているのはプレイヤー名である。キャラクタークラス矢印つきで複数かかれている場合は途中でクラスチェンジしたことを表す。属性についてはスラッシュをはさんで左側が第一属性、右側が第二属性となる。また、キャラクタークラスの横のレベルはリプレイ開始時のものである。
サシャ＝アライアス (田中信二)
キャラクタークラス : エクセレントウォーリア (Lv.0)
属性 : 〈空〉 / 〈炎〉
EX特殊能力：〈超古代兵器所持〉〈結界破壊〉〈すっとこどっこい〉〈手足がのびーる〉
『森砦』に登場したヒュウガの妹（ヒュウガのプレイヤーも田中信二である）。14歳。不治の病に侵されていたがグリューナ王から送られた霊薬リーフのおかげで元気になった。現在は魂が砕かれ廃人となったヒュウガの面倒をみている。勇者バトルの参加要請がヒュウガに送られたため、動けない兄に代わってサシャが参加することになった。勇者バトル開始時にシード勇者として<空>の宝玉がすでに配られている。
『森砦』では可憐なヒロインだったが、今作ではかなりアグレッシブでパワフルなキャラクターとして描かれている。プレイヤー曰く「待ってるだけの女じゃ話にならない」ということである。なお、特徴表で「すっとこどっこい」「手足がのびーる」を習得したため、実際にゲーム中で「手足を自在に伸縮させながらすっとこどっこいな行動をとる」という奇矯なロールプレイを忠実にこなしていた。
また、父親から巨大な魔剣（身長の二倍はあるツーハンデッドソード）を譲り受けており、戦闘能力はヒュウガの比にならないほど高い。
キャラクターメイキングの段階ではっきりいって変態じみたキャラクターになっており、特徴を見たGMの菊池たけしはしばし煩悶、プレイヤーの田中信二にサシャのイメージを崩さないように釘を刺したが、結局は怪しげなキャラになってしまった。しかし一見役に立たないような特徴でも、やり方によっては活躍できるのが『EX』ならではの魅力であり、事実、作中でサシャは「手足がのびーる」を使ってパーティの窮地を救っている。
GMやプレイヤーが勢い任せに物語を進めた結果、最終的に自分と兄の魔剣やら自分の中のファラウスの力やら宝玉に眠る勇者たちの魂やらを総動員し、サシャがゼイドラックを一刀両断するというエンディングを迎えることになる。結果として、魔王の六分の一（体の五分割と魂の内の魂だけ）と道連れになったヒュウガよりずっと強いよね、という笑い話が出来上がってしまった。

ジーン＝フィルナス (矢野俊策)
キャラクタークラス : メイジ (Lv.0)
属性 : 〈氷〉 / 〈海〉
EX特殊能力：〈受け流し〉〈ひらめき〉〈破壊的な料理の腕前〉〈魔導の素質〉
アルセイル地方出身の15歳の見習い魔術師の少女。元々はザーフィと共に旅をしていて、ザーフィとともに勇者バトルに参加したサシャのサポートに行く予定だったが、その途中でシャドウジャイアント500匹の襲撃にあいザーフィとはぐれてしまう。結果、1人でサシャのサポートをすることになってしまった。
サシャとはザーフィと旅をしていた時に面識があり、経緯は不明だがアルゲルとも最初から知り合いである。
PCの中では唯一の突っ込み属性キャラ。アルゲルが暴走するに連れ、ジーンというより矢野俊策としての突っ込みが目立つようになるのはご愛嬌である。
生き別れの兄がいるのだが、作中では〈幻〉の勇者としてサシャの敵に回ってしまっており、兄妹対決の悲劇が繰り広げられる。

アルゲル＝アルガロード (田中天)
キャラクタークラス : エクセレントウォーリア (Lv.0)
属性 : 〈闇〉 / 〈炎〉
EX特殊能力：〈陰の気〉〈力の紋章〉〈属性能力(神)：炎〉〈未来への道標〉
一攫千金を目指して勇者バトルに参加した28歳の男性。「外道勇者」の名をほしいままにする悪人。弱い相手に対しては徹底的にいたぶり、強い相手に対しては徹底的にへつらう。プレイヤーの田中天曰く「俺のヒドイキャラ第一号」。
はじめから〈闇〉の宝玉を持つシード勇者だったが、プレイ開始時にEXパラメーターのイベントの結果いきなり〈幻〉の勇者に宝玉を奪われてしまう。それ以降もさんざんな目が続き、外道かつ負け犬という三下属性がつきまくるキャラクターとなってしまった。旅の途中で路銀が尽き、探索者教会の金庫破りの罪で投獄されていた（これもランダムイベントの結果）ところをサシャの口利きで解放され、以後はサシャの恫喝めいた要望により、サシャのサポートを強引に命じられてしまう。
実は魔王ゼイドラッグを復活させるための「受肉の器」として作られた存在で、リプレイ後半では邪悪の意識に目覚めてPCたちの敵に回る。プレイヤーの田中天はセッションの進行に連れて悪役志向・ラスボス志向を強めており、彼が覚醒後のアルゲルをしばらく操っていたことが物語に混迷の展開を与えることとなった。
最後はゼイドラックから「ノイズ」として切り捨てられ、その私怨でサシャたちに加勢しゼイドラックを倒す。その後サシャ、ジーンと別れ、再び放浪の旅に出た。なおこの時「闇に還った」という（特殊能力《未来への道標》の特性により自分の運命を決めるべくダイスを振った結果）が、本リプレイではゼイドラックが倒れた地でマルスの魂の宿った盾を拾い、「第八の魔王よ。俺なら…もっとうまくやるぜ?」「…本当の戦いは、もうすぐ始まる」という暗示的なセリフを吐いた以外の行動は起こさず、そのままリプレイを締めくくっている。

マルス＝ローウェン (大畑顕)
キャラクタークラス : プリーチャー (Lv.0)
属性 : 〈海〉 / 〈闇〉
EX特殊能力：〈祝福の剣〉〈神の庭〉〈闇の属性防御(魔)〉〈永遠のライバル〉
〈氷〉の勇者の付き人となる予定だった15歳の少年。しかしライバルであるゲヒャヒャハルトの狡猾な罠により付き人の座を奪われ、途方にくれていた所をアルゲルに拾われ、以後は彼を護る盾となることを誓い付き人となる。「軍師」を名乗り様々な策をアルゲルに授けるものの、様々な不運が重なって彼の策は作中に一度も功を成していない。ただし、勇者バトルに仕組まれた計画の黒幕が主催者の空導王自身である事実に真っ先に気づいたのもマルスである。
最終決戦では魔王から分離して人間に戻ったアルゲルを魔王の必殺攻撃から救うため、誓いの通りにアルゲルの盾となり庇うことで命を散らした。その姿が天界の神の心を打ったのであろうか、マルスは一枚の「命ある盾」となって転生することになる。その盾は現在はアルゲルが所有しており、今でも彼を護りつづけている。

### ノンプレイヤーキャラクター
GMが操作するキャラクター。NPC。
空導王アンブレアス＝ガェア
ラース＝フェリアの人間社会を支配する7人の魔術師「七導王」の1人で、シェローティア地方の指導者。七導王の二大派閥「天の三角」を成す。厳格な雰囲気をもつ中年男性で、理想のためなら多少の犠牲をもいとわない法と秩序の守護者である。
彼が今回の勇者バトルを仕掛けた真意は魔王ゼイドラックを復活させることにあった。空導王は500人の勇者や魔剣リンドヴィル程度ではエンディヴィエは倒せないと看破しており、「毒には毒を」と、エンディヴィエに匹敵する力をもつと伝えられるゼイドラックを人の身に宿させ、超生物となったその人間にエンディヴィエを倒させようと考えていた。その超生物の候補として生み出されたのがアルゲルであった。つまり、この勇者バトルははじめからアルゲルに魔王を宿らせるための儀式であったのだ。
魔王復活の生贄に必要なのは勇者たちの魂である。リンドヴィルを賭けると偽って500人の勇者を殺し合わせ、その魂を七つの宝玉に封じ込めた上で最終的な宝玉の持ち主のうち6人の「命」と1人（＝アルゲル）の「肉」をリンドヴィルで取り込ませ、ゼイドラックを復活させてエンディヴィエと相討ちさせる―これが空導王の描いたシナリオであった。
ラ＝メイアの居城でサシャたちに詰め寄られた空導王は、自らの計画を明らかにすると共にサシャの抹殺を図るが、サシャの「手足がのびーる」を用いた機転とクロトワの介入で果たせずに終わった。そして事態は、空導王の想定していない方向に進む。
ファミ通文庫版『フォーラの森砦 V3』下巻に収録された菊池たけしと田中天の対談によれば、このリプレイで空導王のキャラクターが立ち、シナリオの作成やイベントでのセッションで使いやすいNPCになったという。また、この勇者バトルの無茶ぶりで、矢野俊策からは「空導王、頭がちょっぴり”空洞”王」とまで言われてしまっている。

魔王ゼイドラック
かつてエンディヴィエと引き分けたという伝説がある魔王。巨大なドラゴンの姿をしている。七紋章紀に入って八番目に確認されることになる魔王であるため「第八の魔王」とも呼ばれる。
空導王の計画どおりに、アルゲルの肉体を使って復活をすることになるゼイドラックであるが、実はアルゲルの精神はかねてからゼイドラックの支配下に置かれていたという設定がいきなり加わった（これもEX特有のランダムイベントの解釈の結果）ため、邪悪の意志に目覚めたアルゲルはゼイドラックに自分の肉体を明け渡してしまい、ゼイドラックは世界の破壊を開始することになる。

〈幻〉の仮面勇者クロトワ
〈幻〉の宝玉を持つ勇者。ジーンの生き別れの兄である。いつも仮面をつけており素性を隠している。声優イメージは池田秀一。モデルはシャア・アズナブルで、名前は『機動戦士Ζガンダム』におけるシャアの偽名「クワトロ・バジーナ」から。シャアそのものの言動を幾度も使う。サシャたちの前に何度も現れては敵とも味方をもつかない行動をとり去っていく。
勇者バトルの真実を知っており、ゼイトラック復活を防ぐために動いていた。宝珠を全部集めて処分か封印することで魔王復活を阻止しようとしていたようだが、邪悪に覚醒したアルゲルがジーンを襲った（実質、ジーンはクロトワおびき出しのためのエサと化していた）ために、彼女をかばうための盾となり命を散らす。さらに所有していた宝玉をアルゲルに奪われゼイドラックの完全復活を許してしまう。エピローグで生存が示唆されており、『フレイスの炎砦』にジーン共々再登場する。本人曰く、「仮面がなければ危なかった」との事（やはりシャアの台詞からの引用である）だが、全身を貫かれているため仮面以前の問題だと突っ込まれた（素顔にはシャア同様に額に傷がある）。

〈炎〉の勇者ババール
〈炎〉の宝玉を持つ勇者。身長2mを超える筋骨隆々とした男だが、老婆に化けてPCたちを罠にはめようとした。なお、作中ではエンディングロールまで名前は明かされず「ばばぁ勇者」としか呼ばれない。モデルは「北斗の拳」に登場する老婆に変装した大男である。
GMは老婆に化けた大男という設定は考えていなかったのだが、登場した瞬間にジーンとアルゲルが反射的に「そんなババァがいるか!」と、ケンシロウの台詞を叫んだため、正体は大男になってしまった。
クロトワに殺されてしまい〈炎〉の宝玉を奪われる。

〈氷〉の勇者アルフォリア
〈氷〉の宝玉を持つ勇者。マルスが本来仕えるはずだった勇者である。マルスのシーンでのEXパラメーターのランダムイベントの結果、登場する前に何者か（実はゲヒャヒャハルト）に殺されたということになってしまった。文庫版ではイラストが追加された。

〈森〉の勇者クレイン
〈森〉の宝玉を持つ勇者。クロトワの仲間だったらしくアルゲルを抹殺しようとするが返り討ちに合う。何らかの機関に属していたらしい。

〈海〉の勇者クレア
〈海〉の宝玉を持つ勇者。（PC含めて）曲者揃いの宝玉の勇者たちの中で唯一の善人。ゼイドラックの復活が近づいた影響で天変地異がおこりつつあるフォーチューン地方を守護するべく、祈りつづけることで強固な結界を張り続けていた。
ゲヒャヒャハルトにより命を狙われていたが、アルゲルがゲヒャヒャハルトを始末したことで危機は去ったかに見えた。しかしゲヒャヒャハルト抹殺はアルゲルの邪悪への覚醒の前兆に過ぎず、直後にアルゲルに殺される。なお、これは実セッションではGMでなくプレイヤーが自らの意思でアルゲルを操って起こした行動である。

ゲヒャヒャハルト
マルスのライバル。げひゃひゃと下品に笑う男。実は魔王ゼイドラックの信奉者であり、魔王復活のために勇者たちとは別の宝玉を集めていた。<氷>の勇者アルフォリアを殺害し、<海>の勇者クレアにも魔の手を伸ばす。マルスのライバルなのだが、邪悪化の兆候を見せていたアルゲルに瞬殺されてしまい、マルスの立場がなくなってしまった。

「フ、逃がしたか」と言った謎の男
ジーンのオープニングシーンで、シャドウジャイアント500匹に襲われるが、この尋常でない数の魔物を操っていたのがこの男である。どうやらジーンを狙っていたらしい。しかし、GMもこの男が何者かをそのときは全く考えておらず、シナリオが進むにつれ忘れ去られてしまった。

ザーフィ
『森砦』のPC。ジーンと旅をともにしていたが、オープニングシーンで襲ってきたシャドウジャイアント500匹を一人で引き受けてジーンを逃がす。別れ際に自分のバンダナをジーンに渡して「こいつらを片付けたら後で合流する。そのときに一緒に酒でも飲もう」と約束するという死亡フラグを立てた。案の定そのまま行方不明になってしまい、オープニングシーン以降はクライマックスまで登場しない（しかもそこでの出演は数行のみ）。

ティエル＝グリューナ
『森砦』のPCでグリューナ国の王女。前作のラストでザーフィからの手紙を受けて旅に出たが、本リプレイではグリューナに戻っており、民衆の避難を誘導していた。本リプレイ本編では名前が出ない。

シア＝ユウラ
『森砦』のPCでティエルのメイド。ティエルと共にグリューナの民衆の避難を誘導していた。ヒュウガの妹であるサシャが必ずゼイドラックを倒すと確信していた。本リプレイ本編では名前が出ない。

ヒュウガ＝アライアス
『森砦』のPCでサシャの兄。前作のラストで廃人同然の状態となってしまい、サシャに介護されている。勇者バトル参戦要請の手紙が来たが、参加出来る状態ではないため、サシャが代わりに参加する事になった。サシャがいない間、どうやって生活していたのかは明言されていない。

ファラウス
『リーンの闇砦』のPCにしてラスボス。『森砦』にも黒幕として登場している。サシャとは命が繋がっているが、リプレイ終盤ではそれを利用してサシャの思いつきにより力を吸い取られるという前作の黒幕とは思えない扱いを受ける羽目になった。作中では大陸のどこかを旅していたような演出がされている。

### その他の登場人物・用語など
魔剣リンドヴィル
守護天使の力が込められているといわれる伝説の魔剣。『森砦』に出てきた「蒼き弓」と同類の存在である。シェローティア地方の一角にある「禁忌の地」に封じられているという。勇者バトルを勝ち抜いた者にこの剣が与えられるというが…
その本来の機能はは魔王ゼイドラックの封印であると同時に解放のための鍵である。空導王の真の狙いはリンドヴィルによって直接エンディヴィエに立ち向かうことでなく、リンドヴィルによってゼイドラックを解放した上で、これを使役しエンディヴィエにぶつけることにあった。

七つの宝玉
勇者バトルで勇者たちが奪い合うことになる宝玉。宝玉はそれぞれ七属性に対応しており、属性の象徴色に等しい輝きを持つ。この宝玉自体が大きな魔力をもっており、七つの宝玉を集めれば魔剣リンドヴィルの封印が解けるという。なお、マジカル・ウォーフェアで出てくる「七つの宝玉」とは何の関係もないので注意が必要である。
宝玉を集めればリンドヴィルの封印が解けるというのは真っ赤な嘘であり、剣は相応の力を持つ勇者ならば誰でも継承することができる。宝玉は実は殺された勇者の魂を封じ込めるアイテム、すなわち魔王ゼイドラック復活のための「生贄」を保存していく貯蔵庫に過ぎなかった。

## 作品一覧
- フォーラの森砦 （ISBN 4-907792-32-8 / B5判サプリメント / ゲーム・フィールド）
  - 2002年発売。『フォーラの森砦』本編と『宝玉の七勇者』を収録。2007年現在絶版。
- フォーラの森砦 V3 (下) （ISBN 4-7577-2103-X / ファミ通文庫 / エンターブレイン）
  - 2004年発売。上記ゲーム・フィールド版の文庫化。上下巻の分冊で下巻に『宝玉の七勇者』が収録されている。また両巻に菊池たけしと田中天の対談が掲載されている。